# 王廷獻 (道光武進士)
王廷獻（？—1850年），直隸三河縣夏墊鎮（今大廠回族自治縣夏墊鎮）人。清朝將領。武進士出身。官至廣西新太協副將，因作戰傷重身死。
道光十四年（1834年）甲午科武舉人，道光十六年（1836年）中式丙申恩科二甲第一名武進士（傳臚）。授三等侍衛。當差期滿，於道光二十一年（1841年）四月奉旨撿發廣西，以遊擊委用。歷署左江鎮中軍遊擊及桂林城守營遊擊等職。道光二十三年（1843年）六月，正式題補廣西提標左營遊擊，又于二十六年題補提標中軍參將。道光二十八年（1848年），經兩廣總督徐廣縉委任，負責護送越南使臣進京。同年十一月十二日由兵部帶領面見宣宗，准其補授廣西提標中軍參將。
道光二十九年（1849年），王廷獻返回廣西，經總督扎委任，陞署新太協副將。同年十二月，奉命帶兵前往西延等處督勦湖北瑤族反清軍隊，道光三十年（1850年）二月初八日，由龍勝奉撤回營。此後又多次出省助剿。七月二十一日，馳赴修仁、荔浦一帶圍剿，王廷獻身先士卒，在夜間追襲過程中因戰馬跌倒，兩腿壓傷，稟請回省調養。九月十五日亥時傷重不愈離世。
王廷獻爲人豪爽，勇藝過人，處世溫和。民國《三河縣新志》有傳。